# M202 Flash

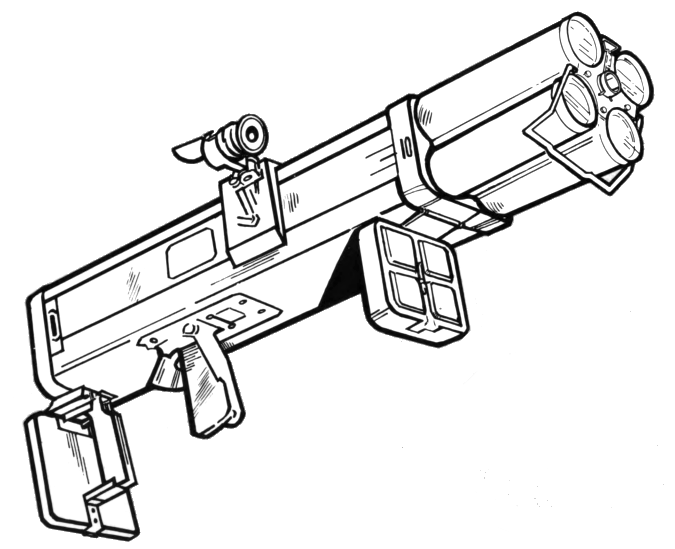
Zeichnung einer M202A1 Flash

Die M202 Flash (Flame Assault Shoulder Weapon, englisch für Schultergestützte Angriffs-Brandwaffe) ist ein schultergestützter, wiederverwendbarer Raketenwerfer mit vier Startrohren für Raketen im Kaliber 66 mm, deren Gefechtskopf mit einem Brandmittel gefüllt ist.
Er wurde vom United States Marine Corps und von der United States Army eingesetzt und in den 1990er Jahren ersatzlos aus der Truppe zurückgezogen, verblieb aber offiziell im Inventar und soll auch in Afghanistan eingesetzt worden sein.

## Hintergrund
Die Waffe wurde Mitte der 1960er-Jahre in den Vereinigten Staaten zunächst unter der Bezeichnung MPFW XM191 (Multishot Portable Flame Weapon, englisch für Mehrschüssige, tragbare Flamm-Waffe) als ein Komplettsystem entwickelt, später aber in seine Komponenten Raketenwerfer M202 und verschiedene Munitionssorten aufgeteilt.
Die Entwicklung der M202 Flash löste die Probleme herkömmlicher tragbarer Flammenwerfer, die durch ihr hohes Gewicht, ihre kurze Reichweite und die daraus resultierende hohe Verwundbarkeit eingeschränkt waren. Ein Nachteil, der dafür in Kauf genommen werden musste, ist der Feuerstrahl der startenden Rakete, aufgrund dessen hinter dem Schützen ein Sicherheitsabstand von mindestens 15 Metern, wenn möglich von 40 Metern eingehalten werden muss.
Die verwendeten Raketen sind eine Weiterentwicklung der Panzerabwehrrakete M72 LAW, deren Antrieb und Leitwerk übernommen wurden.
Trotz ihrer relativ hohen Treffsicherheit und der oben genannten Vorteile gegenüber Flammenwerfern fand die M202 keine weite Verbreitung; die einzige weitere entwickelte Version war die M202A1. Im Unterschied zum M202 war bei der M202A1 die Abzugsbaugruppe modifiziert, um ein Klemmen des Schlagbolzens zu verhindern.

## Beschreibung
Der Raketenwerfer besteht aus einem Gehäuse mit vier Startrohren aus Fiberglas, einem seitlich angebrachten, klappbaren Visier und einem abnehmbaren Griff mit Abzug unterhalb der Startrohre. Vorn und hinten sind die Rohre durch Deckel verschlossen, die vor dem Abfeuern an Scharnieren heruntergeklappt werden. Zum Tragen verfügt die Waffe über einen verstellbaren Trageriemen.

## Einsatz

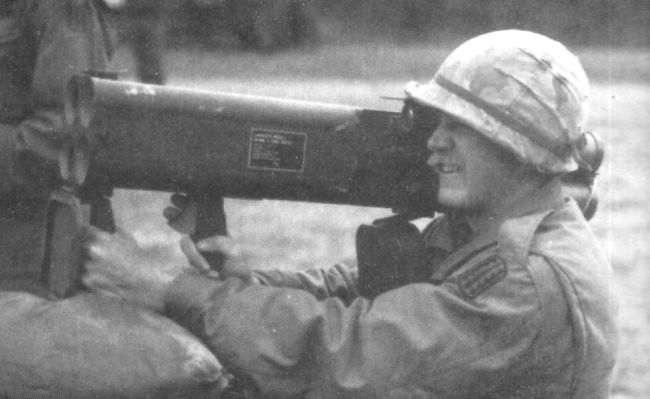
US-Soldat mt einer M202A1 Flash

Die Waffe kann vom Schützen aus stehender, kniender und liegender Position abgefeuert werden. Gezielt wird mit Hilfe eines Reflexvisiers, dann werden die Raketen einzeln oder gleichzeitig abgefeuert. Der Raketenwerfer kann mit einem Magazin mit vier Raketen nachgeladen werden. Die Rakete durchdringt Glas, auf kurze Entfernung auch hölzerne Türen, nicht aber Hauswände aus Stein.
Eine Trefferwahrscheinlichkeit von 50 Prozent wird
- gegen Bunkeröffnungen auf 50 Meter,
- gegen Fenster auf 125 Meter,
- gegen stehende Fahrzeuge auf 200 Meter und
- gegen Infanterieeinheiten in Gruppenstärke auf 500 bis 750 Meter

erzielt.
Raketenwerfer der Serie M202 können sowohl die Brandrakete M74 als auch die Gasrakete M96 verfeuern. Da die Waffe über dasselbe Kaliber wie die M72 LAW verfügt, wäre es theoretisch auch möglich, deren Munition zu verschießen. Dies war beim Prototyp XM191 auch möglich, wurde aber für den M202 nie entwickelt.
Bei der Brandmunition M74 ist der Gefechtskopf M235 mit einem TPA (Thickened pyrophoric agent, englisch für eingedicktes pyrophores Mittel/Brandmittel) gefüllt, hierzu wird mit Butylkautschuk eingedicktes Triethylaluminium (TEA) benutzt, das sich (ähnlich wie Weißer Phosphor) bei Kontakt mit Sauerstoff selbst entzündet und mit Temperaturen bis 1200 °C brennt. Der Mindestabstand von 20 Metern zum Ziel ergibt sich aus dem Spritzbereich des TEA.
Die Gasmunition M96 ist mit CS gefüllt.

## Technische Daten (M202A1)
| Kenngröße                         | Daten                                                         |
| --------------------------------- | ------------------------------------------------------------- |
| Antrieb                           | Feststoffrakete M54                                           |
| Lenkung                           | ungelenkt                                                     |
| Länge                             | geschlossen: 686 mm, geöffnet und geladen: 889 mm             |
| Durchmesser der Rakete            | 66 mm                                                         |
| Gesamtgewicht                     | 12,07 kg                                                      |
| Gewicht des Werfers ohne Munition | 5,22 kg                                                       |
| Sprengkopf                        | M74 Brandmunition (0,59 kg Triethylaluminium) M235 M96 CS-Gas |
| Feuergeschwindigkeit              | ein Schuss/s                                                  |
| Mündungsgeschwindigkeit (M74)     | 114 m/s                                                       |
| Vorrohrsicherheit (M74)           | 5,5–13 m                                                      |
| Mindestschussentfernung (M74)     | 20 m                                                          |
| Maximale Reichweite               | 750 m                                                         |
| Zünder                            | Aufschlagzünder                                               |